# Dominique Deschamps
Pour les articles homonymes, voir Deschamps.
 (octobre 2023).
Dominique Deschamps, né le 18 novembre 1958 à Asnières[Lequel ?], est un joueur international français de handball.

## Biographie
Dominique Deschamps évolue pendant 17 ans à l'Athletic Club de Boulogne-Billancourt, jouant son premier match à 17 ans avec équipe première qui monte rapidement de la Nationale 3 en 1977 à la Nationale 1 en 1980.
Cette même année, Deschamps connait sa premières sélections en Équipe de France, étant capitaine de l'équipe à compter de 1985. Mais à la suite d'un différend avec le nouveau sélectionneur Daniel Costantini, il renonce à l'équipe de France en 1987 à seulement 29 ans.
Élu meilleur joueur du championnat en 1984, il rejoint en 1986 l'USM Gagny, le meilleur club français du moment. Concurrencé à son poste de pivot par Philippe Gardent, son entraîneur (ainsi que Costantini en équipe de France) le replace parfois au poste d'ailier gauche ou de demi-centre, Deschamps rentrant ensuite en deuxième pivot. Pour sa première saison, il permet au club de terminer champion invaincu en championnat et de remporte la coupe de France. Mais si « la qualité de notre effectif nous permettait d'avoir une marge de sécurité dans le championnat de France, en Coupe d'Europe, on voyait la différence. Il nous manquait cette charge de travail. Contre les Est-Allemands du TUSEM Essen (2e tour de la Coupe des clubs champions), on avait pris neuf buts là-bas (21-12) mais on avait quand même réussi à l'emporter, de peu, chez nous (18-17). », explique alors Deschamps. Et même cette domination nationale va être mise à mal puisque l'USM Gagny ne remportera plus de titres par la suite, ratant la marche vers la professionnalisation du handball français avant de déposer le bilan en 1996,.
En 1989, il prend la direction du CSM Livry-Gargan où il évolue comme joueur jusqu'en 1993 avant de co-entrainer pendant 1 an et demi, permettant au club d'atteindre la finale de la coupe de France en 1994.
En 1997, il retourne à l'Athletic Club de Boulogne-Billancourt qu'il entraîne pendant une saison, étant remplacé par Denis Tristant. À compter de 2004, il devient l'entraineur du club féminin du Toulon Var Handball qui évolue dans l'élite.